# Gniezno
Gniezno (pronúncia:  ['gɲȋεznɔ]; em alemão: Gnesen; em latim: Gnesna) é um município no centro-oeste da Polônia, cerca de 50 km a leste de Posnânia, na voivodia da Grande Polônia e no condado de Gniezno. Estende-se por uma área de 40,6 km², com 68 943 habitantes, segundo os censos de 2017, com uma densidade de 1 715,5 hab/km².

## História
Há indícios arqueológicos, na área da cidade, de assentamentos humanos do final do Paleolítico. Os primeiros povoamentos eslavônicos ocorreram nas colinas Lech e Maiden e são datados do século VIII e a fortaleza ducal foi fundada perto do ano 800 na colina Lech e rodeada por alguns subúrbios fortificados e povoados abertos.

### A lenda de Lech, Czech e Rus
De acordo com a lenda: três irmãos: Lech, Czech e Rus penetravam na floresta inexplorada a fim de acharem um local onde pudessem estabelecer um povoado. De repente, eles avistaram uma colina com um velho carvalho e uma águia no topo. Lech disse: esta águia branca eu adotarei como símbolo do meu povo e ao redor deste carvalho eu construirei a minha fortaleza e devido ao ninho da águia [polonês: gniazdo] eu a chamarei de Gniezdno [atualmente: Gniezno]. Os outros irmãos continuaram a caminhada pela mata a fim de encontrarem um local para seus povos. Czech seguiu na direção sul (para encontrar os Países Checos)  e Rus foi para o leste (para criar a Rússia e a Ucrânia).

### Berço do Estado polonês
No século X Gniezno tornou-se uma das principais cidades da antiga dinastia piasta, fundadores do Estado polonês.

### Gniezno no ano 1000
No ano 1000 ocorreu na cidade o Congresso de Gniezno, durante o qual Boleslau, o Bravo, duque da Polônia, recebeu o Imperador Otão III, imperador do Sacro Império Romano-Germânico. O imperador e o duque celebraram a fundação da província eclesiástica da Polônia (arcebispado) em Gniezno, com a criação do mais recente bispado em Colberga para a Pomerânia; Breslávia para a Silésia; Cracóvia para a Pequena Polônia e mais tarde também, o já existente desde 968, o bispado em Posnânia para a parte ocidental da Grande Polônia. Em 1024 Boleslau I se coroou rei da Polônia (segundo outra versão, isto teria acontecido no ano 1000 ou 1025).

### A coroação real

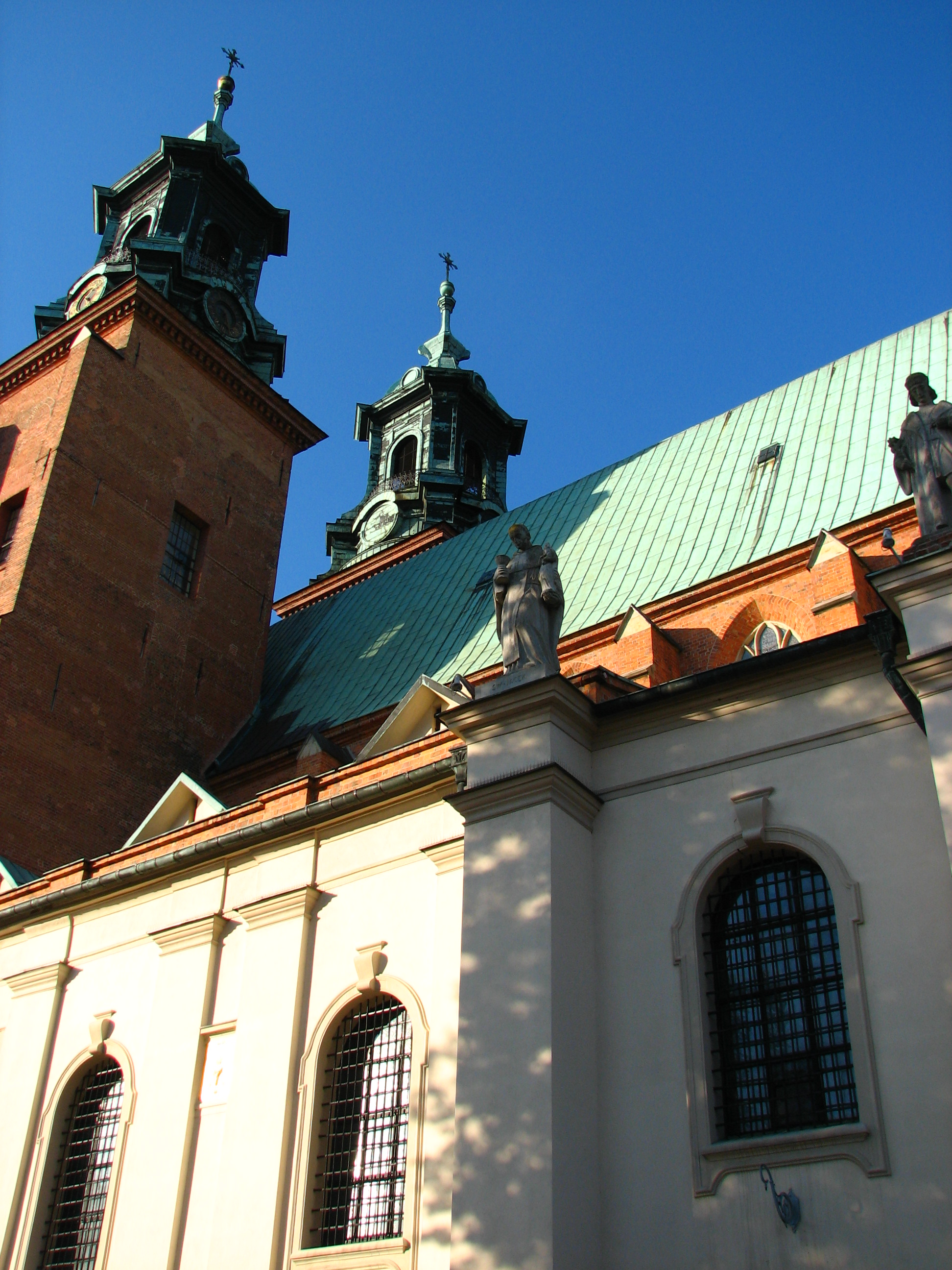
Catedral

A catedral de Gniezno, do século X, testemunhou as coroações reais de Boleslau I, o Bravo em 1024 e seu filho Miecislau II, em 1025. A cidade de Gniezno e a próxima a esta, Posnânia foram tomadas, saqueadas e destruídas, em 1038, pelo duque da Boêmia, Bretislau I, que obrigou o próximo rei da Polônia a mudar a capital do país para Cracóvia. A catedral arcebispal foi reconstruída pelo próximo governante, o rei Boleslau II da Polônia, que foi coroado nela em 1076.
No século seguinte Gniezno passou a ser a sede regional da parte oriental da Grande Polônia e em 1238 foi lhe dada a autonomia municipal pelo duque Władysław Odonic. Gniezno foi novamente local de coroações reais em 1295 e 1300.

### Sede regional da Grande Polônia
A cidade foi novamente destruída na invasão dos Cavaleiros Teutônicos em 1331 e depois uma reforma administrativa a transformou em um condado dentro da voivodia de Kalisz (desde o século XIV até 1768). Gniezno foi atingida por cinco incêndios, em 1515, 1613, foi destruída durante a invasão sueca das guerras dos séculos XVII e XVIII e pela peste de 1708-1710. Tudo isso causou a sua despovoação e o seu declínio econômico, porém a cidade logo ressurgiu durante o século XVIII e se tornou a voivodia de Gniezno em 1768.

## Arcebispado de Gniezno
O arcebispo católico romano de Gniezno é tradicionalmente o primaz da Polônia (Prymas Polski). Depois das partições da Polônia a sé foi frequentemente combinada com outras, primeiro com Posnânia e depois com Varsóvia. Em 1992, o Papa João Paulo II reestruturou as dioceses na Polônia e a cidade mais uma vez teve um bispo separado. O cardeal Józef Glemp, que havia sido arcebispo de Gniezno-Varsóvia, passou a ser apenas arcebispo de Varsóvia e foi nomeado como arcebispo metropolitano de Gniezno, o bispo Henryk Muszyński. O Papa decidiu que o título de Primaz da Polônia deveria permanecer vinculado ao local histórico de São Adalberto na arquidiocese de Gniezno e confirmado que o cardeal Józef Glemp, arcebispo de Varsóvia, que tinha a custódia das relíquias de São Adalberto, que eram veneradas na Catedral de Gniezno, deveria carregar o título de Primaz da Polônia. O papa Bento XVI estipulou que, apesar de sua aposentadoria, o cardeal Glemp continuará sendo o primaz até ele completar oitenta anos de idade.

## Coroações reais na catedral de Gniezno
- 25 de dezembro de 1024 - Boleslau, o Bravo
- 25 de dezembro de 1025 - Miecislau II e sua esposa Richensa da Lotaríngia
- 25 de dezembro de 1076 - Boleslau, o Generoso e sua esposa Wyszesława de Kiev
- 26 de junho de 1295 - Przemysl II e sua esposa Margarida de Brandemburgia
- Agosto de 1300 - Venceslau II da Boêmia

## Dados populacionais

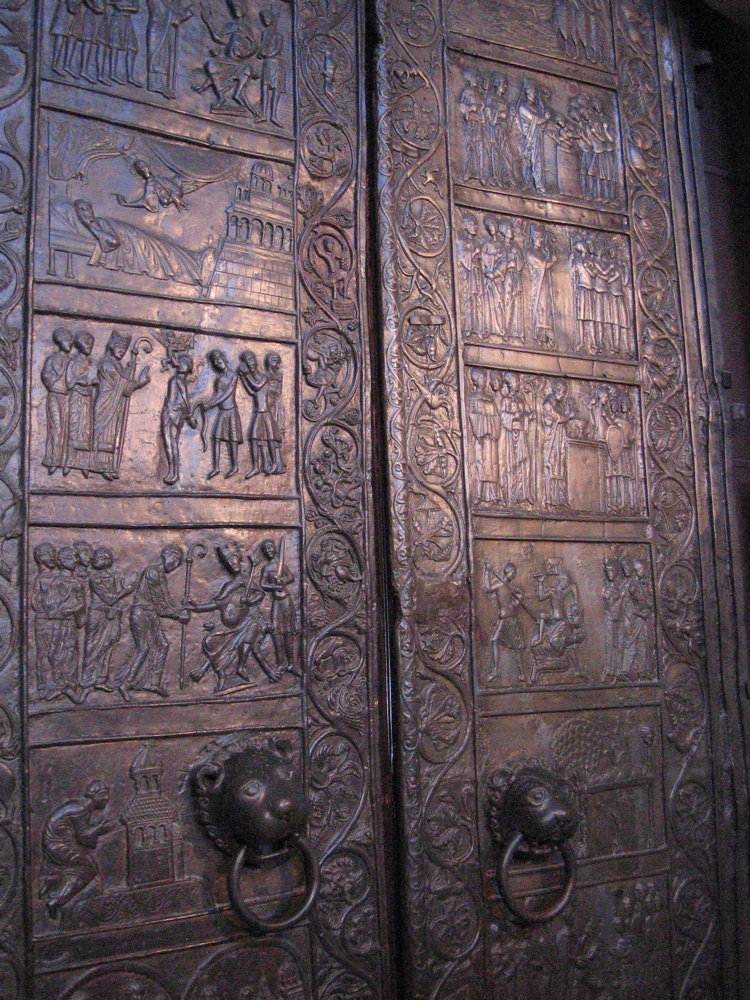
Porta Regia-As portas da catedral

| Ano  | População         |
| ---- | ----------------- |
| 1912 | 25 339 habitantes |
| 1980 | 62 400 habitantes |
| 1990 | 70 400 habitantes |
| 1995 | 71 000 habitantes |

## Educação
- Collegium Europaeum Gnesnense
- Escola de Humanismo e Administração de Gniezno - Millennium (Gnieźnieńska Wyższa Szkoła Humanistyczno-Menedżerska Millennium)
- Seminário Eclesiástico do Arcebispo (Prymasowskie Wyższe Seminarium Duchowne)

## Artes e cultura
- Teatro Aleksander Fredro (Teatr im. A. Fredry)
- Museu das Origens do Estado Polonês (Muzeum Początków Państwa Polskiego)

## Cidades-irmãs
| - Anagni - Esztergom - Uman - Falkenberg | - Speyer - Roskilde - Saint-Malo - Veendam |